# MUSIC RA-TE
『MUSIC RA-TE』（ミュージック ラ・テ）は、2002年4月6日から2003年9月27日まで中京テレビとZIP-FMの2局で放送された音楽番組。ZIP-FM特設DJブースからの生放送。
この項目では、2003年10月4日から2004年3月27日まで同局で放送された後継番組『Mラテ-G』（エムラテ・ジー）についても触れる。

## 概要
地上波テレビ局の中京テレビとFMラジオ局のZIP-FMが同一の番組を同時生放送するという、異色の試みの下に企画された深夜の音楽番組シリーズである。すなわち、この番組が放送される時間帯においては、中京テレビで視聴可能な内容をそのままZIP-FMでも聴取できた。無論、中京テレビ版では映像付きで視聴できた。
この番組シリーズは毎回DJブースにJ-POP系ミュージシャンたちを招き、ナビゲーターのセイン・カミュとZIP-FMの女性ミュージック・ナビゲーターが彼らと音楽トークを展開するという主旨で行われていた。ゲストとのトークのほか、ここ1週間における最新ヒット曲の紹介コーナーなども併せて実施。ほか、ZIP-FMが名古屋市内各地で開催する公開生放送ライブの模様を収めたVTRを放送することもあった。VTRの制作は、中京テレビおよびその関連会社の制作班が担当していた。

## 放送時間
いずれも日本標準時。ZIP-FMでは土曜深夜の放送枠『ZONE 4』の内包番組として放送。
MUSIC RA-TE
土曜 24:50 - 25:50 （2002年4月6日 - 2003年9月27日）
Mラテ-G
土曜 24:50 - 25:30 （2003年10月4日 - 2004年3月27日） - 改題とともに放送枠が40分に縮小。

## 出演者
MUSIC RA-TE
- セイン・カミュ - 全期間を通して出演。
- SHOKO （当時ZIP-FMミュージック・ナビゲーター） - 2003年3月29日放送分まで出演。
- RIO （当時ZIP-FMミュージック・ナビゲーター） - 2003年4月5日放送分から出演。
- 都竹悦子（ZIP-FMミュージック・ナビゲーター） - 『ZONE 4』全体のナビゲーターを担当。

Mラテ-G
- セイン・カミュ
- RIO （当時ZIP-FMミュージック・ナビゲーター）
- 都竹悦子（ZIP-FMミュージック・ナビゲーター） - 前番組と同様に、『ZONE 4』全体のナビゲーターを担当。

## スタッフ
MUSIC RA-TE
- 構成 - 加藤智久、梅沢ヒロシ
- 協力 - NAGOYA Blue Note
- ディレクター - 高島寿教、蓑羽慶、樽谷浩司、村地賢、山田英樹、木村尊史
- 演出 - 津留政宏
- プロデューサー - 山中浩一、佐藤俊、杉山博紀
- 制作協力 - 中京テレビ映像企画、ビバ!ラジオ
- 制作 - 中京テレビ、ZIP-FM

## 番組イベント
この番組シリーズはZIP-FMの主導の下、名古屋市内各地でたびたび公開生放送ライブを開催していた。その模様は、2002年12月30日（月曜） 23時55分から放送の90分特番『MUSIC RA-TE 90分スペシャル!!』の中で放送された。この特番では公開生放送の模様を収めたVTRのほか、セインたちがNAGOYA Blue Noteで行われた『MUSIC RA-TE アワード 2002』でグランプリ受賞ミュージシャンたちを発表する模様や、SHOKOが番組にゲストで訪れたミュージシャンたちとともに名古屋市内各地を散策する様子を収めた未公開VTRも併せて放送された。
以下は、この特番の中で放送された公開生放送収録VTRの一覧である。
| 開催日         | 開催会場                              | 出演ミュージシャン                   |
| -------------- | ------------------------------------- | ------------------------------------ |
| 2002年4月18日  | CLUB DIAMOND HALL                     | PUFFY                                |
| 2002年6月8日   | 栄セントラルパーク もちの木広場       | 元ちとせ                             |
| 2002年6月17日  | JRセントラルタワーズ タワーズガーデン | Gackt                                |
| 2002年7月2日   | CLUB DIAMOND HALL                     | 相川七瀬                             |
| 2002年9月19日  | CLUB DIAMOND HALL                     | SHAKALABBITS & 175R （ユニット出演） |
| 2002年9月27日  | 名古屋センチュリーホール              | 小柳ゆき                             |
| 2002年9月30日  | 名古屋CLUB QUATTRO                    | EGO-WRAPPIN'                         |
| 2002年10月16日 | CLUB DIAMOND HALL                     | B-DASH                               |
| 2002年10月25日 | CLUB DIAMOND HALL                     | CHARA                                |
| 2002年11月10日 | 名古屋レインボーホール                | Dragon Ash、麻波25                   |
| 2002年11月10日 | CLUB DIAMOND HALL                     | DOUBLE                               |
| 2002年11月26日 | CLUB DIAMOND HALL                     | キングギドラ                         |

## 備考
- 中京テレビが日付変更前の時間帯に放送していたプロ野球中継が延長したなどの理由で放送時間を繰り下げることになった場合には、当然ながらZIP-FMも時間を繰り下げて放送していた。
- 中京テレビ版ではCM入り中に、当時セインが出演していたアオキーズ・ピザのCMが放送されていた。